# Trichomanes savaiense
Trichomanes savaiense là một loài dương xỉ trong họ Hymenophyllaceae. Loài này được Lauterb. mô tả khoa học đầu tiên năm 1908.
Danh pháp khoa học của loài này chưa được làm sáng tỏ. 